# Walter F. Lindacher
Walter F. Lindacher (* 20. Februar 1937 in Schweinfurt) ist ein deutscher Jurist und ehemaliger Hochschullehrer an der Universität Trier.

## Leben
Nach dem Abitur studierte er Rechtswissenschaft und Volkswirtschaft an der Julius-Maximilians-Universität Würzburg, Eberhard Karls Universität Tübingen und Universität Genf und schloss dieses Studium mit dem Ersten und Zweiten Juristischen Staatsexamen ab.
1963 erfolgte seine Promotion zum Doktor der Rechte an der Julius-Maximilians-Universität Würzburg mit einer Dissertation zum Thema Verfassungsrechtliche Grundlagen und Grenzen des Einsatzes finanzwirtschaftlicher Mittel zum Zwecke der Konjunkturgestaltung. Ebenfalls an der Julius-Maximilians-Universität Würzburg erfolgte 1972 seine Habilitation mit einer Habilitationsschrift zum Thema Phänomenologie der Vertragsstrafe: Vertragsstrafe, Schadensersatzpauschalierung u. schlichter Schadensbeweisvertrag, ehe er im Anschluss zwischen 1973 und 1975 Professor für Zivilrecht an der Christian-Albrechts-Universität zu Kiel war.
Lindacher wurde 1975 Professor für Bürgerliches Recht, Handels- und  Wirtschaftsrecht, Zivilprozessrecht und Rechtsvergleichung an der Universität Trier. Er gehörte damit neben Horst Ehmann, Volker Krey und Peter Krause zu den ersten Professoren an der neugegründeten Juristischen Fakultät und lehrte dort bis zu seiner Emeritierung. Zugleich war er zwischen 1979 und 1990 auch Richter am Oberlandesgericht Koblenz.
Neben seiner Lehrtätigkeit veröffentlichte er Fachbücher wie Fälle zum allgemeinen Teil des BGB (1978, 5. Auflage 2010) und Lockvogel- und Sonderangebote: rechtliche Grenzen selektiver Niedrigpreisstellung (1979). Seit 1984 verfasste er mit Norbert Horn und Manfred Wolf einen Gesetzeskommentar zum AGB-Gesetz mit dem Titel AGB-Gesetz: Gesetz zur Regelung d. Rechts d. Allg. Geschäftsbedingungen (4. Auflage 1999, 5. Aufl. 2013 u.d.T. „AGB-Recht“). Er ist ferner Mitherausgeber des Großkommentars zum Gesetz gegen den unlauteren Wettbewerb (zuletzt 2. Aufl. 2013/14). Zu seinen weiteren Veröffentlichungen gehört die Monografie Internationales Wettbewerbsverfahrensrecht (2009). 1989 war er Herausgeber der Festschrift für Walther J. Habscheid zum 65. Geburtstag.
Zu seinem eigenen 70. Geburtstag erschien 2007 die Festschrift Facetten des Verfahrensrechts: liber amicorum Walter F. Lindacher. Zu seinem 80. Geburtstag im Jahr 2017 widmeten ihm seine Trierer Kollegen eine weitere Festschrift. Seine Schüler Wolfgang Hau und Hubert Schmidt wurden später selbst Hochschullehrer.